# ウィリアム・パイ
ウィリアム・サタリー・パイ（William Satterlee Pye, 1880年6月9日 - 1959年5月4日）はアメリカ海軍の軍人。最終階級は中将。出生地はミネソタ州ミネアポリス。

## 経歴
1897年にアメリカ海軍士官学校に入学、1901年に卒業して1903年6月に海軍少尉に任官される。海軍元帥となったアーネスト・キングとは同期。1901年から1905年までに戦艦5隻、装甲巡洋艦の乗組員を経験し、海軍兵学校、海軍大学校で勤務した。第一次世界大戦開戦後の1915年から新しく就役した駆逐艦ジャコブ・ジョーンズ (USS Jacob Jones) で従軍した。その際に大西洋艦隊の司令部員に加わり、海軍十字章（ネイビー・クロス）を授与された。
第一次世界大戦の終戦後、1919年からアメリカ海軍作戦部長を務め、1922年から約1年の間、戦艦ペンシルベニアの副長（エグゼクティブ・オフィサー）も務めた。駆逐隊（駆逐艦戦隊）の司令官になったが、間もなく新しい任務のためアメリカ海軍省のあるワシントンに戻った。それから5年間、ペルー派遣艦隊司令官として多くの任務に従事した。翌1932年から大佐に昇進、戦艦ネヴァダの艦長となった。その後、准将に昇進して海軍大学校に通いつつ、偵察部隊の参謀長、戦隊の司令官、そして偵察部隊と司令官を任ぜられた。一時的に中将に昇進し、1940年1月から太平洋艦隊戦艦戦隊（戦艦部隊）司令官（COMBATPAC）に就任、ついで1941年1月には戦隊司令官（COMBATFOR）になった。
太平洋戦争の真珠湾攻撃が原因で太平洋艦隊司令官H・E・キンメル大将が解任されると、12月17日から司令官代理として太平洋艦隊の指揮を執った。アメリカ海軍が防衛する予定であったウェーキ島に空母サラトガをはじめとする救援部隊を派遣を決断するが、日本軍の再上陸が報告されると空母の損失を恐れて呼び戻した。12月31日、チェスター・ニミッツが大将に昇進して太平洋艦隊司令官に任命されるとウィリアム・パイは戦隊司令官に戻った。生き残った戦艦の泊地をサンフランシスコに後退させ、ミッドウェー海戦の際には日本軍のアメリカ西海岸への攻撃を警戒するため7隻の戦艦を率いて出撃した。1942年10月まで戦艦部隊の指揮を執った。
その後は、海軍大学校の校長とロードアイランド州ニューポートの海軍作戦基地の司令を兼任し、1944年7月に退職したものの、1945年12月まで現役として校長の任を続けた。
1959年5月4日にメリーランド州ベセスダで死去し、アーリントン国立墓地に埋葬された。
長男のウィリアム・サターリー・パイ・ジュニア中尉は1938年の飛行機墜落事故で死亡。次男のジョン・ブリスコー・パイ少佐は潜水艦ソードフィッシュ副長で、1945年1月に屋久島沖で艦とともに行方不明になった。